# 黄睿璿
黄 睿璿（こう えいせん、ファン・ジュイシャン、英語: Huang Jui-hsuan、2005年2月8日 - ）は、台湾の男子バドミントン選手。

## 経歴
2023年の世界ジュニア選手権では、黄琮譯とペアを組み出場。準々決勝で陳永鋭 / 胡珂源を破り、銅メダルを獲得した。
シニアレベルからは1歳年上の何志偉とペアを組む。
2024年、6月の高雄マスターズでは、2回戦で元アジア王者のイェレミア・ランビタンとラーマット・ヒダヤットのペアを破る下克上を果たした。
9月のベトナム・オープンで優勝。19歳でBWFワールドツアースーパー100タイトル獲得となった。